# Бернхард I (герцог Саксонии)
Бернхард I (нем. Bernhard I.; ок.950 — 9 февраля 1011) — герцог Саксонии с 973 года, второй представитель династии Биллунгов. Сын герцога Германа и его жены Оды.
При Бернхарде I герцогская власть в Саксонии значительно укрепилась. Он отразил нападения датчан в 974, 983 и 994 годах. В 991 и 995 годах участвовал в походах короля Оттона III против славян. Во внутренних делах Саксонского герцогства проводил независимую политику.
Бернхард I умер в 1011 году и был похоронен в церкви св. Михаэля в Люнебурге.

## Семья
В 990 Бернхард женился на Хильдегарде (ум.1011), дочери графа Штаде Генриха Лысого (ум.976). Дети:
- Герман, умер молодым
- Бернхард II (ум. 1059), герцог Саксонии с 1011
- Титмар, граф, погиб на дуэли 1 апреля 1048 в Пельде
- Гедесдива (ум. 1040) — аббатиса Метелена с 993 и Херфорда с 1002
- Имма, монахиня

и вероятно:
- Матильда, монахиня
- Отелиндис (ум. 1044) — жена Дирка III Голландского (963—1039).

## Галерея

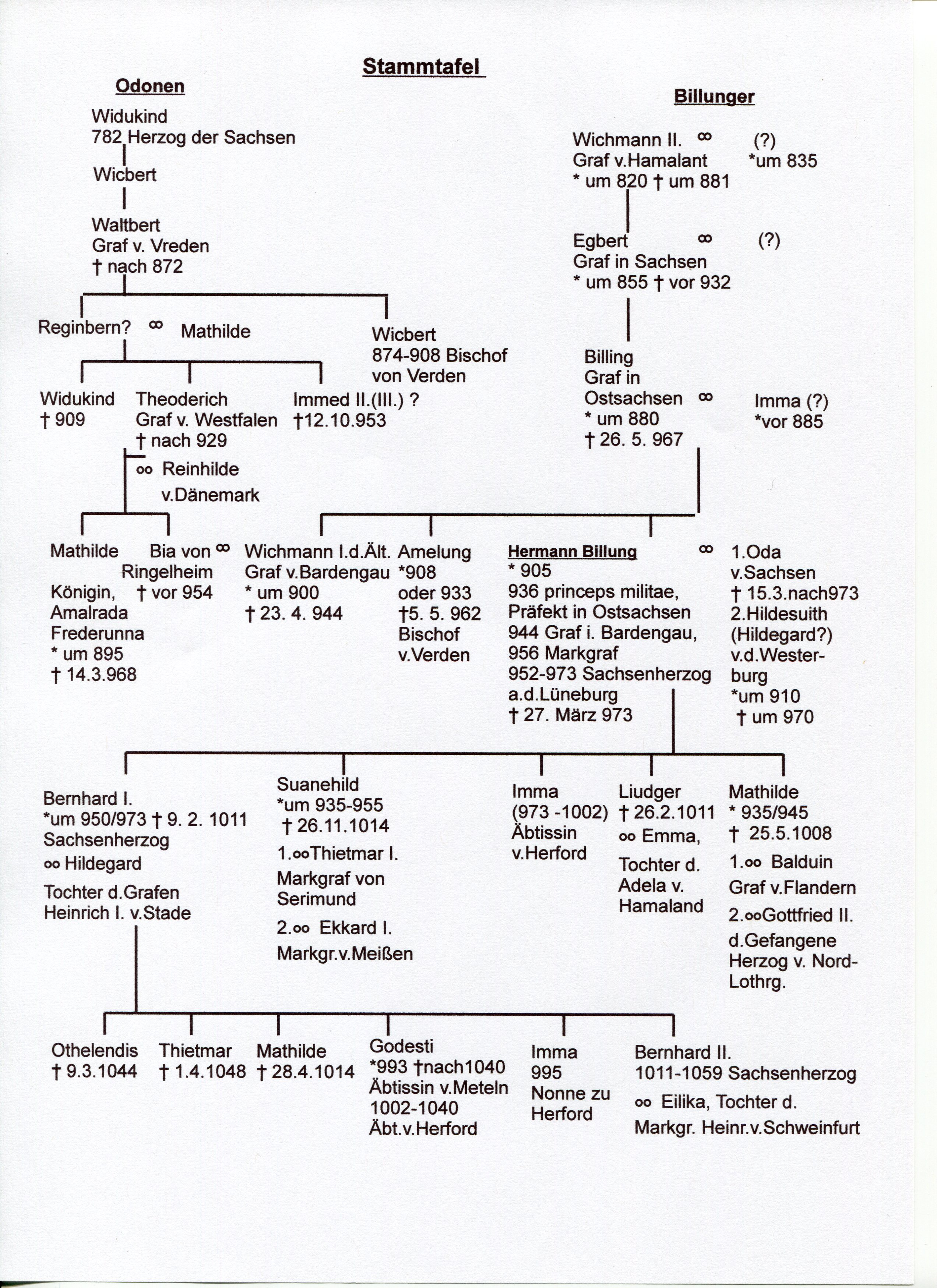
Родословная Бернхарда I Биллунга
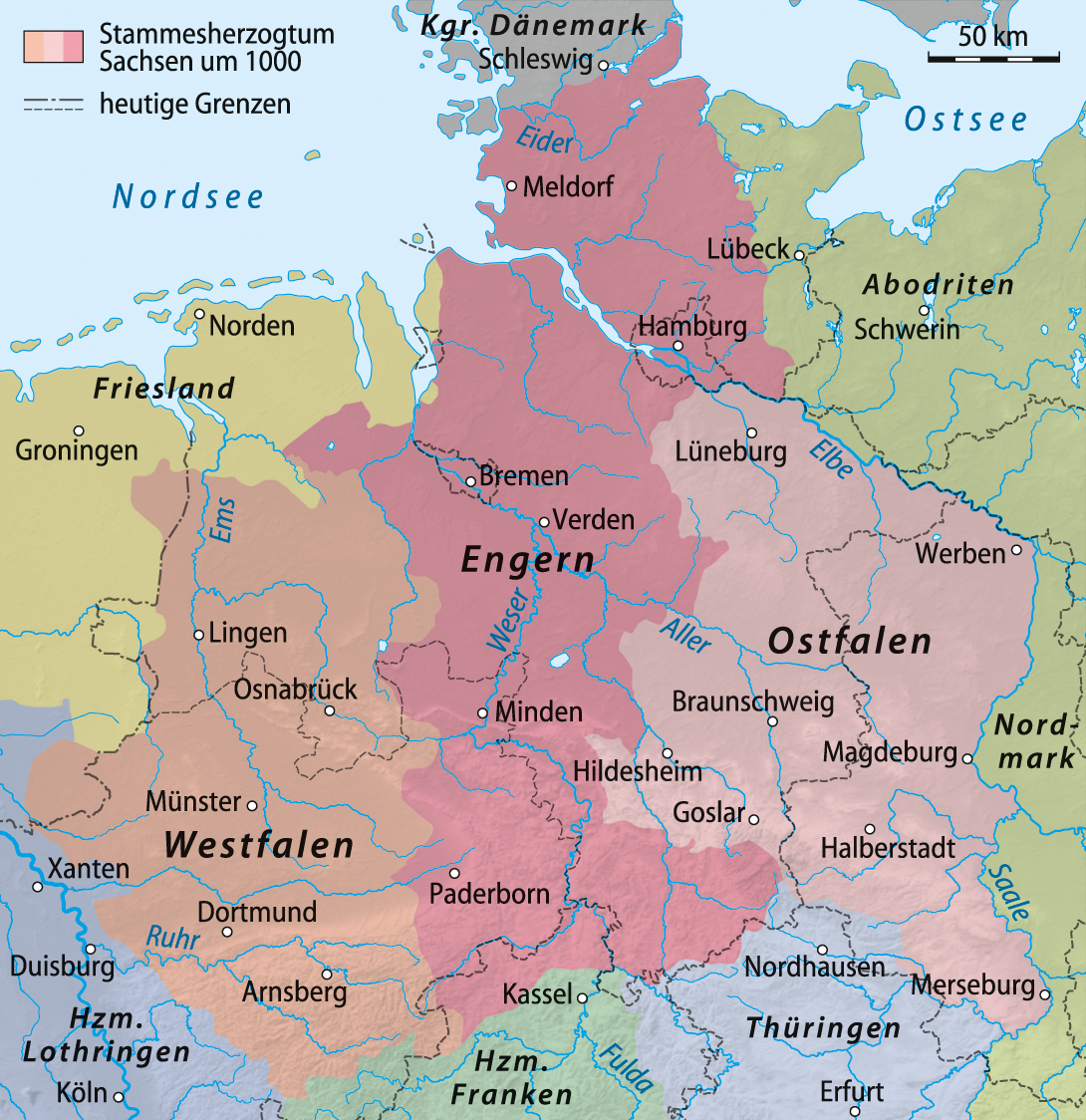
Герцогство Саксония в 1000 г.